# Students for Free Culture
Students for Free Culture (auch: FreeCulture.org oder: FreeCulture, the Free Culture Movement) ist eine internationale Studentenorganisation, deren Ziel die Verbreitung der Freie-Kultur-Bewegung ist, wie zum Beispiel kulturelle Teilhabe und Zugang zu Informationen. Die Bewegung wurde inspiriert von der Arbeit des Jura-Professors Lawrence Lessig, der ehemals in Stanford, gegenwärtig in Harvard lehrt. Lessig verfasste das Buch Free Culture, welches die Grundidee der Studentenorganisation vorgibt. Students for Free Culture arbeitet oft mit anderen prominenten Free-Culture-NGOs zusammen, beispielsweise Creative Commons, der Electronic Frontier Foundation und Public Knowledge. Die Vereinigung hat mehr als 30 Ortsgruppen (chapters) an Hochschulen in aller Welt.

## Ziele
Ziele von Students for Free Culture sind in einem „Manifest“ niedergelegt:

„Die Mission des Free Culture Movement ist es, eine von der Basis zur Spitze hindurch gestaltete, partizipatorische Struktur für Gesellschaft und Kultur im Gegensatz zu einer von Oben nach Unten gestalteten, geschlossenen, eigentumsorientierten Struktur. Durch die demokratisierende Macht der digitalen Technologie und des Internets, können wir die Werkzeuge für Erschaffung und Verteilung, Kommunikation und Kollaboration, Lehren und Lernen in die Hände des einfachen Mannes legen – und mit einer wahrhaft aktiven, verbundenen, informierten Bürgerlichkeit, wird Ungerechtigkeit und Unterdrückung langsam aber sicher von der Welt verschwinden.“

Zu den konkreten Zielen der Organisation gehört die Dezentralisierung der Kreativität (getting ordinary people and communities involved with art, science, journalism and other creative industries, especially through new technologies),
eine Reform des Copyright-, Patent- und Markenrechts im öffentlichen Interesse und mit der Versicherung, dass Neue Erfinder (new creators) nicht durch Alte Erfinder (old creators) behindert werden, sowie die (kostenlose) Veröffentlichung von wichtigen Informationen für die Öffentlichkeit.
Die Organisation möchte dazu beitragen, dass Ressourcen für die Mitglieder und für die Öffentlichkeit geschaffen und bereitgestellt werden, das Bewusstsein bei Jugendlichen und Studenten gefördert wird, Netzwerkarbeit mit anderen Personen, Organisationen und Firmen im free culture movement betrieben und den Mitgliedern Unterstützung (Rechtsbeistand) gegeben wird.

## Geschichte

### Beginn am Swarthmore College
Students for Free Culture entstand aus der Studenteninitiative Swarthmore Coalition for the Digital Commons (SCDC), einer Studentengruppe des Swarthmore College. Die SCDC wurde 2003 von Luke Smith und Nelson Pavlosky gegründet und war ursprünglich auf Themen von Freie Software, Digitale Rechteverwaltung und Treacherous computing spezialisiert. Die Gruppe war hauptsächlich von der Free Software Foundation inspiriert. Sie entstand aufgrund der Rede zu „free culture“ von Lawrence Lessig bei der OSCON 2002. erweiterte jedoch schnell den Umfang der Arbeitsbereiche, um insgesamt kulturelle Teilhabe über die Welt von Software und Computern hinaus zu fördern, und begann Themen wie eine Reform des Urheberrechts zu bearbeiten. Im September 2004 benannte sich SCDC in Free Culture Swarthmore um und legte damit die Grundlage für die Organisation Students for Free Culture. Die erste Universitätsgruppe war damit geboren.

### OPG v. Diebold
Innerhalb weniger Monate nach der Gründung der SCDC wurden Smith und Pavlosky in die Kontroverse um Diebold Election Systems (jetzt: Premier Election Solutions) verwickelt. Diebold war ein Hersteller von Wahlgeräten und wurde beschuldigt fehlerbehaftete und unsichere Wahlgeräte herzustellen. Die SCDC hatte sich schon länger mit elektronischen Wahlgeräten beschäftigt, welche proprietäre Software verwenden, anstatt Open Source Software, und verfolgten die Situation. Sie waren alarmiert, als eine Kopie von Diebolds internen E-mail-Archiven im Internet auftauchte, welche fragwürdige Praktiken bei Diebold offenlegten und auf mögliche Systemfehler bei Diebolds Maschinen hindeuteten. Sie entschlossen sich zum Handeln, als Diebold begann, Emails mit der Androhung von Rechtsverfahren an Wahlrechts-Aktivisten zu versenden, welche die E-mails auf ihren Websites veröffentlicht hatten. Diebold beanspruchte, dass die E-mails eigenes, urheberrechtlich geschütztes Material seien und, dass jeder, der diese E-mails online stelle, das geistige Eigentum von Diebold verletze. Die SCDC stellte daraufhin das E-mailarchiv auf ihre Website und bereitete sich auf die unvermeidlichen Androhungen von Rechtsmitteln vor.
Diebold schickte eine Takedown Notice unter dem Digital Millennium Copyright Act (DMCA) an den Internet Service Provider (ISP) der SCDC, Swarthmore College. Swarthmore nahm die Website aus dem Netz und die Gründer der SCDC suchten sich Rechtsbeistand. Sie kontaktierten die Electronic Frontier Foundation (EFF) um Unterstützung und erfuhren, dass sie sich an den existierenden Prozess OPG v. Diebold als Mit-Kläger anhängen konnten. Der nichtkommerzielle Internetdienstanbieter Online Policy Group (OPG) hatte ebenfalls Androhungen von Rechtsmitteln von Diebold erhalten. Mit einer pro bono Rechtsvertretung durch die EFF und die Stanford Cyberlaw Clinic verklagten sie Diebold wegen Missbrauch des Urheberrechts um Freie Rede im Internet zu verhindern. Nach einem Jahr des Prozessierens entschied ein Gericht, dass die Veröffentlichung der E-mail online Fair Use sei, und, dass Diebold den Digital Millennium Copyright Act missbraucht habe durch die unzulässigen Urheberrechtsansprüche.
Das Netzwerk von Kontakten welches Smith und Pavlosky während ihres Prozesses aufbauten, inklusive dutzender Studenten in ganz Amerika, welche ebenfalls Diebold-Memos auf ihren Websites eingestellt hatten, gab ihnen den Anlass eine internationale Studentenbewegung zu gründen. Sie erwarben den Domain-Namen Freeculture.org und begannen eine Website aufzubauen. Zugleich nahmen sie Kontakt zu anderen Studenten-Aktivisten an weiteren Hochschulen auf, um eine Organisation ins Leben zu rufen.

### FreeCulture.org im Swarthmore College
Am 23. April 2004 verkündeten Smith und Pavlosky die offizielle Gründung von FreeCulture.org. Zu dem Anlass war Lawrence Lessig als Redner ans Swarthmore College eingeladen worden. Lessig hatte sein Buch Free Culture erst einen Monat vorher veröffentlicht. Die SCDC wurde die erste lokale Studentengruppe (chapter) von Freeculture.org. Bald darauf wurde der Name in Free Culture Swarthmore geändert und Students anderer Hochschulen gründeten ebenfalls Hochschulgruppen, unter anderem am Bryn Mawr College und Franklin and Marshall College (beide Pennsylvania).

### Internetkampagnen
FreeCulture.org begann mit einer Reihe von Internetkampagnen um sich zu profilieren und die Aufmerksamkeit von Collegestudenten zu gewinnen. Dabei wurden vielfältige Ansätze entwickelt, von der Verteidigung von künstlerischer Freiheit (Barbie in a Blender) bis hin zum Kampf gegen den Induce Act (Save The iPod), von Feiern für Creative-Commons-Lizenzen und die Public Domain (Undead Art) bis hin zu Protesten gegen Business Method Patents (Cereal Solidarity). Während diese one-shot-Websites erfolgreich Aufmerksamkeit der Presse erregten und Studenten motivierten sich zu beteiligen, führten sie nicht zum Wachstum der lokalen Studentengruppen und die Organisation konzentriert sich mittlerweile nicht mehr auf Internetkampagnen. In neuerer Zeit war die Aktion Down With DRM video contest gegen Digitale Rechteverwaltung (Down With DRM video contest) ein erfolgreiches „Viral Video“.

### Aufbau von lokalen Studentengruppen
Seit 2016 konzentriert sich die Organisation auf Dienstleistungen für die Hochschulgruppen, inklusive Internetdienstleistungen wie Mailinglisten und Wikis, Flugblätter und Informationsmaterial, sowie die Organisation von Konferenzen, in welchen sich die Mitglieder aus unterschiedlichen Gruppen treffen können. Aktive Studentengruppen bestehen an Hochschulen wie New York University (NYU), Harvard, Massachusetts Institute of Technology (MIT), Fordham Law, Dartmouth College, University of Florida, Swarthmore College, University of Southern California (USC), Emory University, Reed College und Yale University.
Die Studentengruppen an der New York University kam in die Schlagzeilen, als sie Proteste vor Plattenläden gegen DRM auf CDs organisierte im Zuge des Sony BMG copy protection rootkit scandal (2005) Vergleichbare Proteste entwickelten sich daraufhin in New York und Philadelphia.
2008 entwickelte die Studentengruppe am Massachusetts Institute of Technology (MIT) die Website YouTomb, eine Website um Videos aufzuspüren und wiederherzustellen, die unter DMCA takedown notices aus YouTube entfernt worden sind.
Weitere Aktivitäten in lokalen Gruppen sind:
- Kunstausstellungen mit Kunst unter Creative-Commons-Lizenzen,[17][18]
- Mixtape-Tausch-Flashmobs,[19]
- Film-Remix-Wettbewerbe,[20][21]
- iPod-liberating Partys, wo die Organisatoren den Besuchern helfen das proprietäre DRM-verseuchte Betriebssystem auf den iPods mit einer freien Software wie Rockbox zu ersetzen,[22]
- Antenna Alliance,[23] ein Projekt, welches Bands freie Aufnahmeplätze zur Verfügung stellt um die Musik unter Creative-Commons-Lizenzen zu veröffentlichen und die Musik über College Radio Stations zu veröffentlichen,[24]
- Kampagnen um Open Access an Universitäten zugänglich zu machen.[25]

## Struktur
Students for Free Culture begann als lose Konföderation von Studentengruppen auf verschiedenen Campus, möchte aber eine offizielle steuerbefreite Non-Profit-Organisation werden.
Die Satzung gibt eine klare Struktur vor. Es gibt ein Board of Directors, welches einmal jährlich nach der Schulze Method gewählt wird. Dieses Leitungsteam soll sich nur um langfristige Entscheidungen kümmern, während praktische, tägliche Entscheidungen von dem Kernteam (Core team) getroffen werden sollen. Einzelheiten soll ein Koordinator regeln, welcher im Idealfall als Angestellter der Organisation bezahlt werden soll, sowie Freiwillige und Helfer.
Bisher gibt es noch keinen Koordinator.